# Базалеев, Николай Константинович
Николай Константинович Базалеев (8 августа 1917, Петроград — 1999, Москва) — советский архитектор. Заслуженный архитектор РСФСР.

## Биография
Родился 8 августа 1917 года в Петрограде в семье служащего. Начал трудовую деятельность в 1932 году учеником механика в Московском гидрометеорологическом институте, затем стал рабочим-токарем. Поступил на архитектурный рабфак, а затем — в Московский архитектурный институт (МАРХИ). Учился у И. В. Жолтовского. В 1941 году окончил МАРХИ со званием архитектора.
После начала Великой Отечественной войны принимал участие в работах по маскировке города Москвы. Будучи хорошим альпинистом, лично забирался на трубу ТЭС Автозавода для её покраски. Позднее — слушатель Ленинградской Военно-воздушной академии. После окончания академии в 1943 году работал на кафедре фортификации. С 1944 года работал в Главном управлении аэродромного строительства МВД, где занимал должности от главного архитектора до главного инженера треста отделочных работ.
С 1955 года работал в Главном архитектурно-планировочном управлении города Москвы, занимал должность руководителя группы архитекторов в МНИИЭПе. С 1958 года — районный архитектор Рижского и Дзержинского районов Москвы. В 1968 году возглавил Управление регулирование застройки и отвода земель Главного архитектурно-планировочного управления. В 1970 году назначен главным архитектором лесопаркового защитного пояса города Москвы, проработал на этой должности 16 лет.
В 1939 году совместно с П. И. Скоканом и другими студентами МАРХИ спроектировал и построил павильон «Юные натуралисты» на ВСХВ. В 1946 году под руководством И. В. Жолтовского совместно с М. В. Лисицианом, Р. И. Семерджиевым, А. Г. Заком, Е. И. Кувшиновым спроектировал и построил посёлок у станции Железнодорожная под Москвой. В МНИИЭПе занимался проектированием массового жилища. В составе группы архитекторов разработал конкурсный проект кинотеатра, который был утверждён для создания типовой серии. Автор жилых домов и объектов общественного и культурно-бытового назначения в Измайлове, Перове, Люберцах и городах Московского области. Руководил разработкой X, XI и XII пятилетних планов развития лесопаркового защитного пояса города Москвы, застройкой городов и посёлков, созданием заповедников «Горки Ленинские», «Лосиный Остров» и других.
Член КПСС с 1961 года. С 1959 по 1971 год неоднократно избирался депутатом Рижского, Дзержинского и Бабушкинского районных советов Москвы. С 1972 по 1984 год — депутат Московского областного совета.
Член Союза архитекторов СССР с 1947 года. С 1968 года — член градостроительного совета при главном архитекторе Москвы. С 1972 года — член градостроительного совета Московской области. Состоял в правлении Московского отделения Союза архитекторов (МОСА), с 1976 по 1980 год был его парторгом. С 1975 года постоянно выбирался в правление Союза архитекторов Москвы и России. С 1987 по 1992 год — первый заместитель председателя правления МОСА. Выступал во многих городах СССР с пропагандой опыта московского градостроительства. Собрал обширную коллекцию слайдов по архитектуре.
В постсоветское время организовал Фонд милосердия, оказывавший помощь архитекторам-ветеранам. Был председателем совета архитекторов — ветеранов Великой Отечественной войны Союза московских архитекторов. Руководил реставрацией ряда зданий в центре Москвы. Проектировал христианские храмы. Читал лекции по истории Москвы.
Жил в Москве по адресу: проспект Мира, дом 112.
Умер в 1999 году.

## Награды и звания
- Заслуженный архитектор РСФСР[12]
- Медаль ордена «За заслуги перед Отечеством» II степени (06.07.1998)[10]
- Медаль «За победу над Германией в Великой Отечественной войне 1941—1945 гг.»[13]

## Семья
Жена — Вера Николаевна Базалеева (1921—1998)